# Égerházi Imre
Égerházi Imre (Hajdúhadház, 1925. szeptember 2. – Debrecen, 2001. november 16.) magyar festőművész. Egerházi Képíró János leszármazottja.

## Életpályája
Az 1930-as évek elején költözött Debrecenbe. A debreceni szabadiskolában Menyhárt József és Félegyházi László tanítványa volt. 1962-től volt kiállító művész. 1963–1993 között a Hajdúböszörményi Nemzetközi Művésztelep alapítótagja volt. Az 1970-es évek elejétől az 1990-es évig vett részt az Üzemi Tárlatok kiállítás sorozaton, melyet 1980-tól ő vezetett. 1977-ben Lengyelországban nemzetközi díjat nyert. 1982-ben újjászervezte, majd 2001-ig vezette a Hortobágyi Alkotótábort.
A csendes szemlélődés festője volt; borongós színei, határozott körvonalú foltjai érett művészi önismeretről vall. Képeit a valóság költői átírása jellemezte.

## Kiállításai

### Egyéni
- 1963, 1966, 1969, 1972-1973, 1975-1977, 1978-1980, 1982-1983, 1987, 1989-1991, 1995, 1997, 1999 Debrecen
- 1964, 1967, 1970, 1979, 1981, 1998 Hajdúböszörmény
- 1965, 1973, 1982, 1993, 1996, 2000 Hajdúhadház
- 1972, 1983, 1995 Budapest
- 1982 Szolnok, Vác

### Válogatott, csoportos
- 1962-1968, 1970-1981 Debrecen
- 1964-1966, 1969, 1971-1976, 1978, 1980-2001 Hajdúböszörmény
- 1965, 1967-1974, 1976-1977, 1979, 1981, 1983, 1987, 1989, 1991, 1994 Békéscsaba
- 1966-1967, 1972-1973, 1975, 1978 Nyíregyháza
- 1969-1979, 1981, 1983-1984, 2000 Szeged
- 1972, 1975, 1979, 1981, 1984-1986, 1988-1991, 1995-1996, 1998, 2001 Budapest
- 1982-1983, 1986, 1988, 1996 Hajdúszoboszló

## Díjai
- Kulturális Seregszemle II. díj (1962)
- Hajdúsági Nemzetközi Művésztelep különdíj (1970)
- Káplár Miklós-érem (1974, 1982)
- Debrecen város ösztöndíja (1979)
- SZOT-díj (1980, 1988)
- SZMT művészeti díja (1981)
- Szocialista Kultúráért díj (1982)
- SZOT-ösztöndíj (1983)
- Bocskai-emlékérem (1986)
- Bessenyei-emlékérem (1986)
- Hajdúhadház díszpolgára (1992)
- Kölcsey Ferenc-díj (1993)
- Boromisza Tibor-emlékérem (1994)
- Holló László-díj (1995)
- Hortobágy Község Díszoklevél (1996)
- Debreceni Tavaszi Tárlat nívódíja (1997)
- Országos Debreceni Nyári Tárlat nívódíja (1998)
- Hajdú-Bihar Megyei Közgyűlés Életműdíja (2000)
- Hajdúhadház Művészeti Életműdíja (2000)
- Hortobágy Község Önkormányzata Hortobágyért életműdíj (2000)
- Brassai művészeti díj (posztumusz, 2006)